# Central de Mamuts

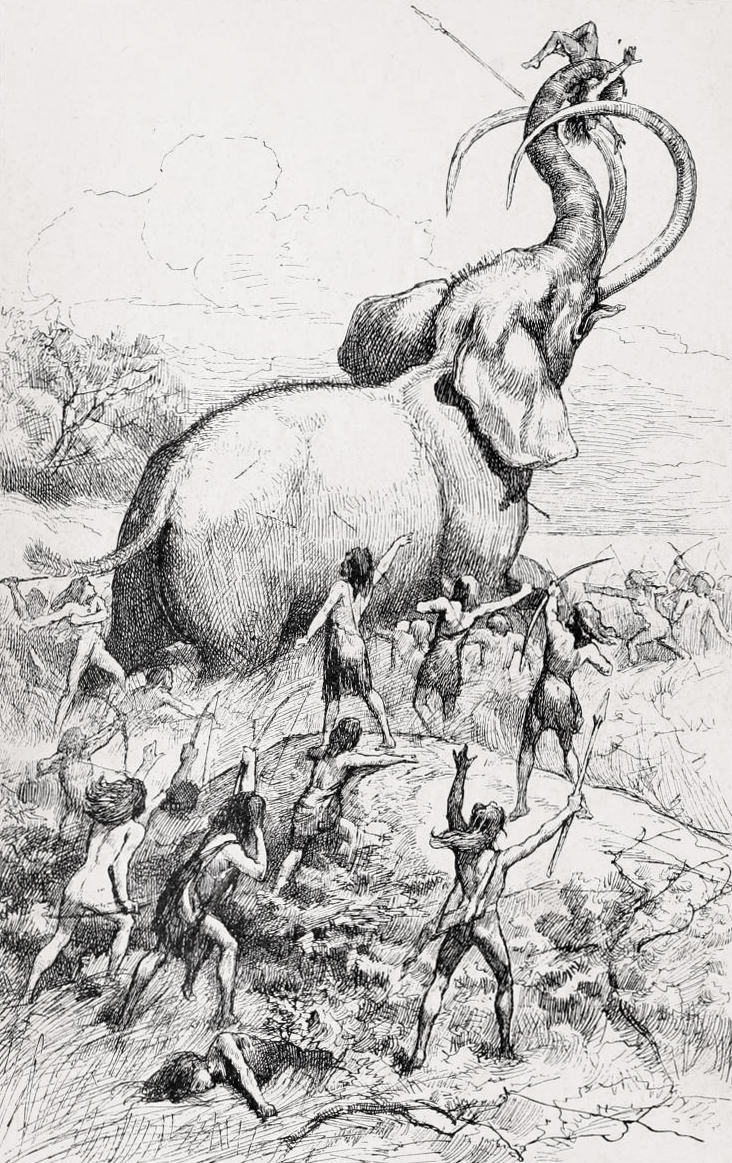
È stato ipotizzato che i primi umani usassero questo sito per intrappolare e uccidere i mammut colombiani.

La Central de Mamuts è un sito paleontologico nell'area dell'aeroporto di Santa Lucía, nel comune di Zumpango nello Stato del Messico, in Messico, che contiene i resti di almeno 200 mammut colombiani, 25 cammelli e cinque cavalli. Il sito rappresenta la più grande concentrazione al mondo di resti di mammut; il precedente record era detenuto dal Mammoth Site, nel Dakota del Sud, che annovera 61 esemplari. Nel sito sono stati scoperti anche utensili umani e ossa scolpite, suggerendo che gli esseri umani abbiano utilizzato il sito per intrappolare e uccidere grandi mammiferi. Continuano a essere rinvenuti altri fossili in loco. Gli scavi termineranno nel 2022, quando è prevista la conclusione della costruzione dell'aeroporto.

## Storia
Si ritiene che il sito corrisponda alle rive paludose di un antico letto di un lago in cui gli animali furono intrappolati tra 100.000 e 20.000 anni fa. Nel sito sono stati trovati strumenti umani. Alcuni hanno ipotizzato che gli umani attirassero i mammut nell'area per poi ucciderli. L'archeologo Rubén Manzanilla López dell'Instituto Nacional de Antropología e Historia ha anche riferito che i mammut sembravano essere stati «fatti a pezzi» dagli esseri umani. Non è chiaro se i mammut siano morti per cause naturali e siano stati poi macellati dagli esseri umani. Il sito è a soli 19 chilometri da pozzi artificiali che un tempo venivano usati dagli esseri umani per intrappolare e uccidere grandi mammiferi.

## Scoperta

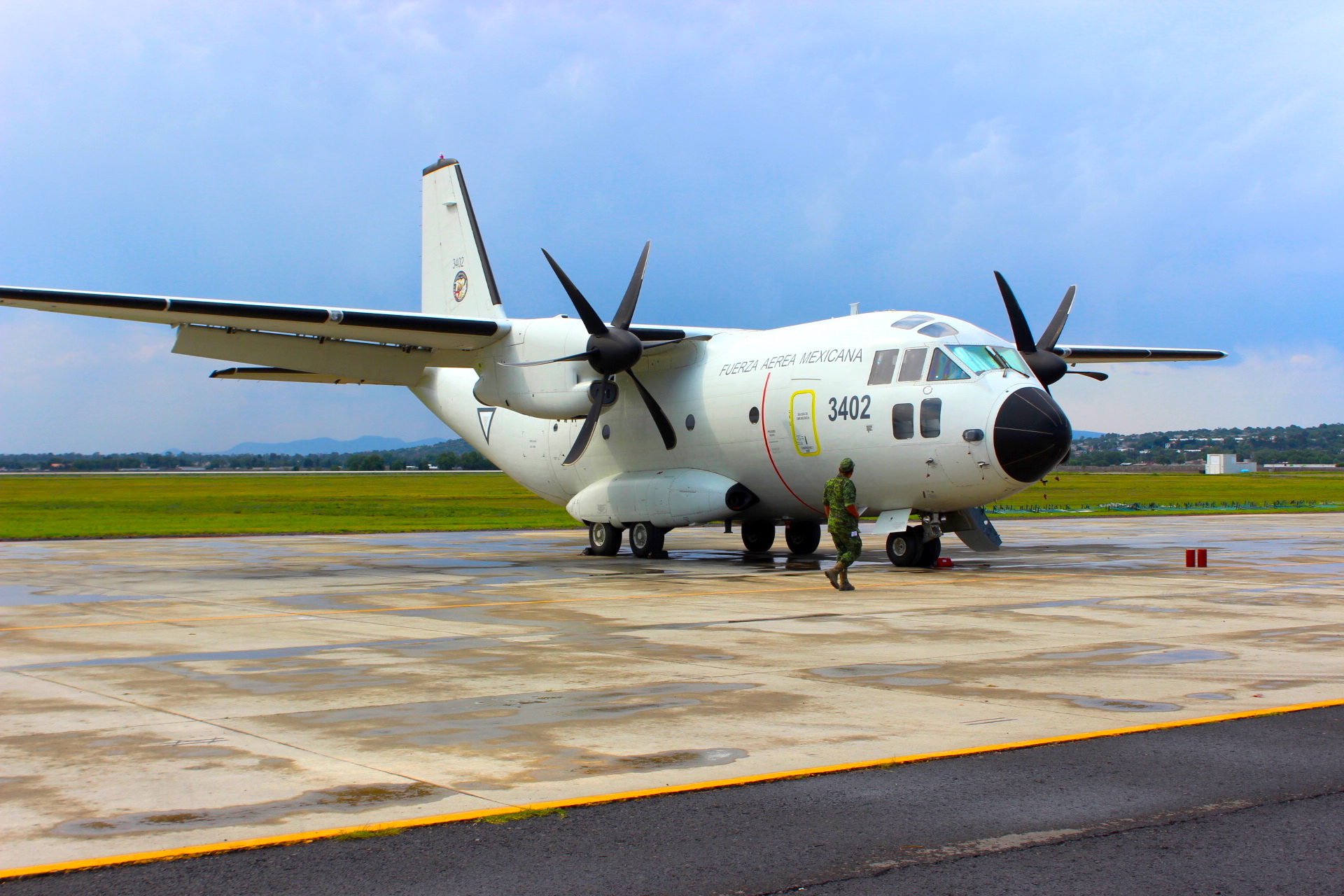
Un aereo militare all'aeroporto di Santa Lucía

Il sito è stato scoperto durante la costruzione dell'aeroporto di Città del Messico "Santa Lucía". A causa della frequenza dei ritrovamenti di resti e manufatti, tutti i bulldozer e gli operai edili sono stati accompagnati da archeologi. La costruzione è stata interrotta più volte per ulteriori scavi.

## Rilevanza
I ricercatori sperano che il sito riveli le principali cause dell'estinzione del mammut colombiano. Il paleontologo Joaquin Arroyo Cabrales ritiene che il sito rivelerà che c'è stato un «effetto sinergico tra il cambiamento climatico e la presenza umana».